# 李亦博
李亦博（1970年1月—），男，汉族，河南光山人。中华人民共和国政治人物。在职研究生学历，哲学硕士学位，中共党员，现任中共焦作市委书记。

## 简历
1991年，李氏毕业于北京大学国际政治系，后进入中共河南省委工作；2003年在职取得清华大学人文社会科学学院科学技术哲学专业哲学硕士学位；2008年10月，任河南省广播电影电视局副局长；2011年，任中共漯河市委常委、政法委书记、舞阳县委书记。2020年5月，任中共安阳市委副书记。
2021年7月，任焦作市人民政府市长。2024年1月，升任中共焦作市委书记。